# Пропаганда війни в СРСР

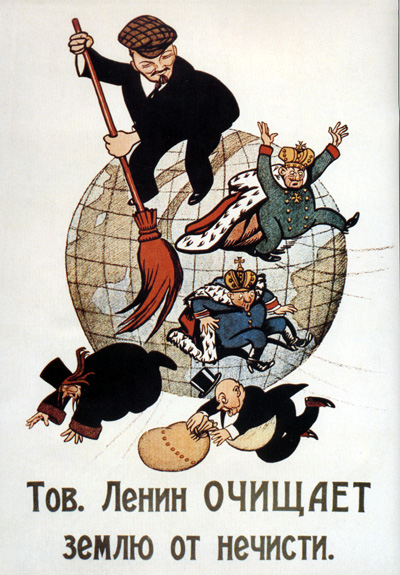

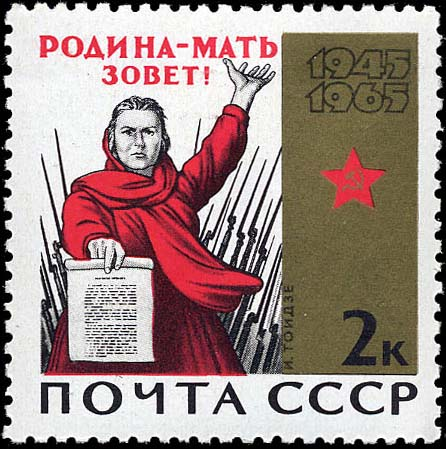
Іраклій Тоїдзе. «Батьківщина-мати кличе!»

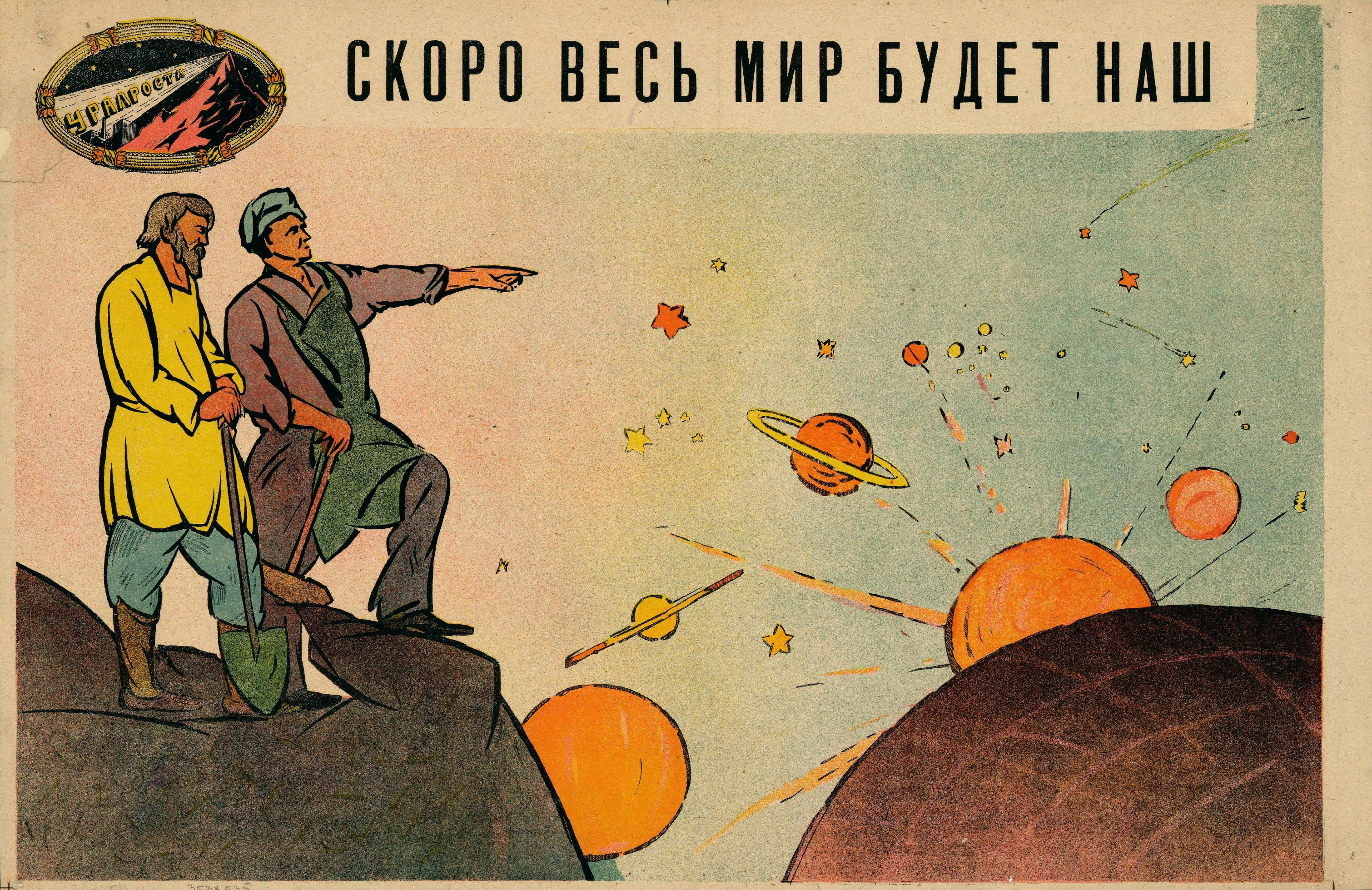
Агітаційний плакат «Скоро весь світ стане нашим». Художник Л. В. Саянський. Єкатеринбург, 1920 рік

Пропаганда війни в СРСР — державна політика в окремі періоди існування СРСР, направлена на підготовку збройного нападу на інші держави та ведення війни на їх території.

## Пропаганда війни як складова державної політики

### Пропаганда війни до літа 1941 року
В перші роки існування в СРСР проводилась активна кампанія щодо пропаганди війни як засобу прискорення «світової революції». Наприкінці 1920-х років ідея світової революції в СРСР поступово згасла.
Перед початком Другої світової війни та до початку німецько-радянської війни панівною в СРСР стала ідея проведення війни «малими силами на чужій території». Ця ідея знайшла своє відображення в радянських піснях та фільмах того часу. Знаковими фільмами того часу є «Якщо завтра війна» (1938) та «Моряки» (1939).
Окрім фільмів воєнної тематики пропаганда війни проводилась і через цілком цивільні фільми. Яскравий приклад — фільм «Трактористи» (1939), лейтмотивом якого стала пісня зі словами:
```
Гремя огнем, сверкая блеском стали,
Пойдут машины в яростный поход,
Когда нас в бой пошлет товарищ Сталин,
И первый маршал в бой нас поведет.
```

У фільмі «Великий громадянин» (1937-1939) головний герой заявляє:
```
Ех, років через 20 після хорошої війни вийти та глянути на Радянський Союз республік так з 30-ти-40-ка...
```

### Пропаганда війни під час німецько-радянської війни
Пропаганда війни докорінно змінилася в часи радянсько-німецької війни — від пропаганди наступальної загарбницької війни радянські ідеологи перейшли до пропаганди війни оборонної.

### Пропаганда війни у пізні роки існування СРСР
З початком військової інтервенції СРСР в Афганістан в СРСР була поступово розгорнута стримана пропагандистська кампанія, спрямована на приховування агресивної, за своєю суттю, війни на території сусідньої держави. 

## Пропаганда війни у мистецтві
Пісні:
- Пісня братів Покрасс «Приймай нас, Суомі-красуня».

Художні фільми:
- «Якщо завтра війна» (1938);
- «Моряки» (1939).

## Пов'язані події
- 12 березня 1951 в СРСР був прийняний закон «Про захист миру», яким кваліфікував пропаганду війни як злочин проти людяності[1].